# Villa Popolo
Villa Popolo è una frazione del comune di Torricella Sicura in Abruzzo.
Il paese è noto per accogliere la chiesa di San Bartolomeo, inclusa nell'elenco dei Monumenti nazionali italiani dal 1902.

## Geografia fisica

### Territorio
Il piccolo borgo si trova alle falde del Parco nazionale del Gran Sasso e Monti della Laga, a circa due chilometri dal capoluogo torricellese, proprio accanto al paese di Ioanella, nella zona nord-ovest del territorio della Provincia di Teramo.

### Il borgo
L'agglomerato urbano, preceduto dalla presenza di un'antica fonte, si allunga ai bordi dell'unica strada che attraversa il paese, adagiato sul fianco di un'altura lungo la valle dove scorre il torrente Vezzola. È costituito prevalentemente da dimore ottocentesche o moderne e rare case in muratura, erette con sassi e pietre legate da malta. La frazione si divide in tre nuclei: Popolo Alta, Popolo Bassa, dove dimoravano le persone più povere ed i contadini, e Villa Torre che è l'attuale abitato.

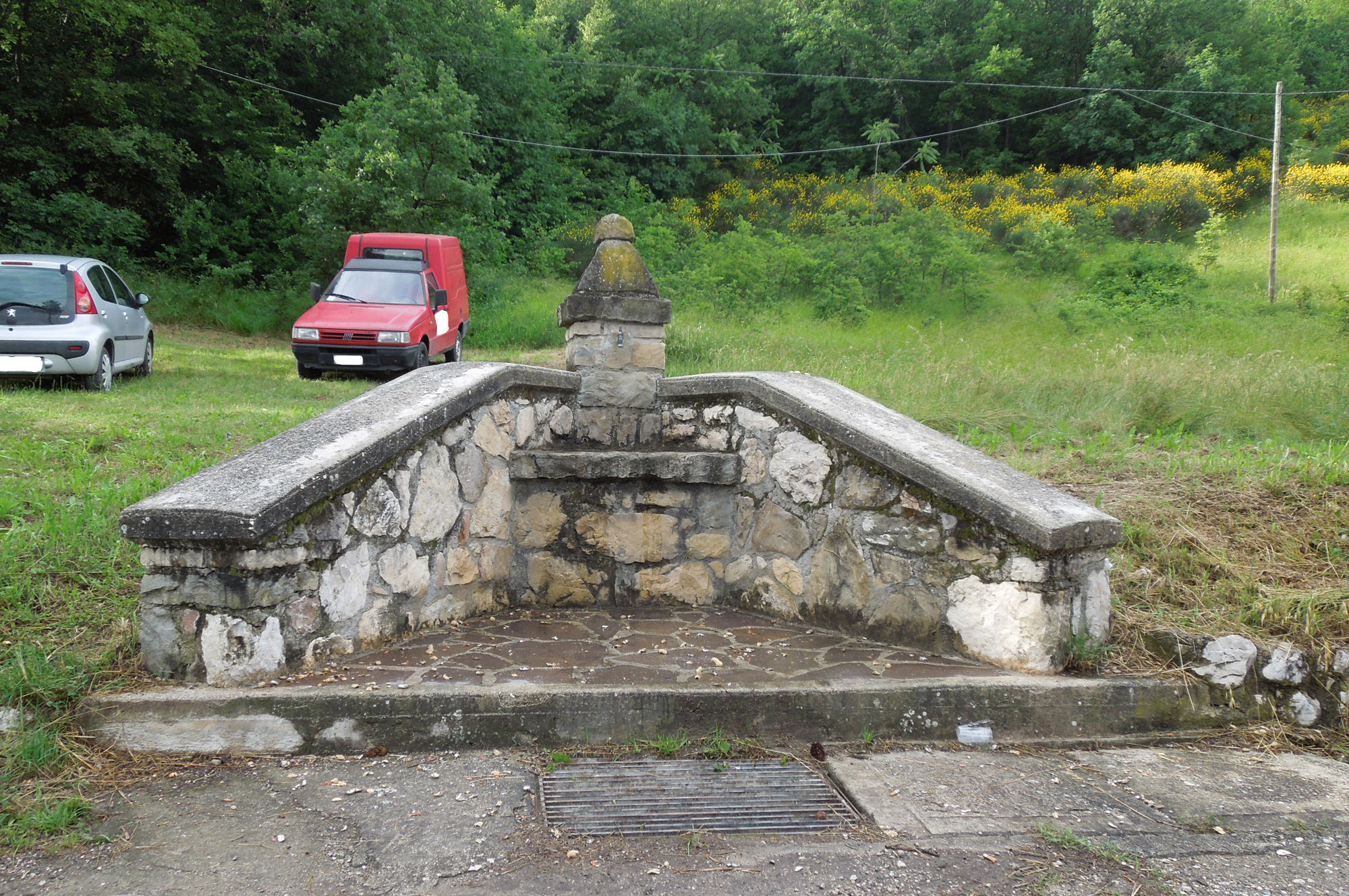
Fontana del paese

## Soria
Il silenzio delle fonti impedisce di risalire all'esatta origine del borgo ed al periodo in cui vi crebbero i primi insediamenti. La storiografia attuale consente una lettura documentale delle vicissitudini di Villa Popolo attraverso le bolle papali che hanno interessato la chiesa del paese, atti notarili, contratti e volontà testamentarie.
Niccola Palma, storico teramano, ricorda 3 bolle pontificie reperite presso l'Archivio capitolare aprutino. Queste furono emanate da due papi per l'istituzione di due rettori e per la costituzione del beneficio ecclesiastico della prebenda di San Bartolomeo. La prima, nel 1267, emanata durante il pontificato di ClementeIV e le successive 2, dell'anno 1327, emesse nel corso del vicariato di Giovanni XXII.
Un'ulteriore notizia, circa la popolazione residente nel piccolo centro tramanda che tra il 1611 ed il 1614 il paese, citato con la denominazione di «Popoli», contava 70 anime. Negli stessi anni la chiesa parrocchiale risultava essere una dipendenza del monastero benedettino di San Giovanni.
Fino al 2013 la frazione è appartenuta alla Comunità montana della Laga, soppressa nel novembre dello stesso anno.

## Monumenti e luoghi d'interesse
- Chiesa di San Bartolomeo – L'unico edificio religioso presente nel piccolo centro abruzzese, noto per custodire al suo interno il soffitto ligneo dipinto eseguito nel 1684.

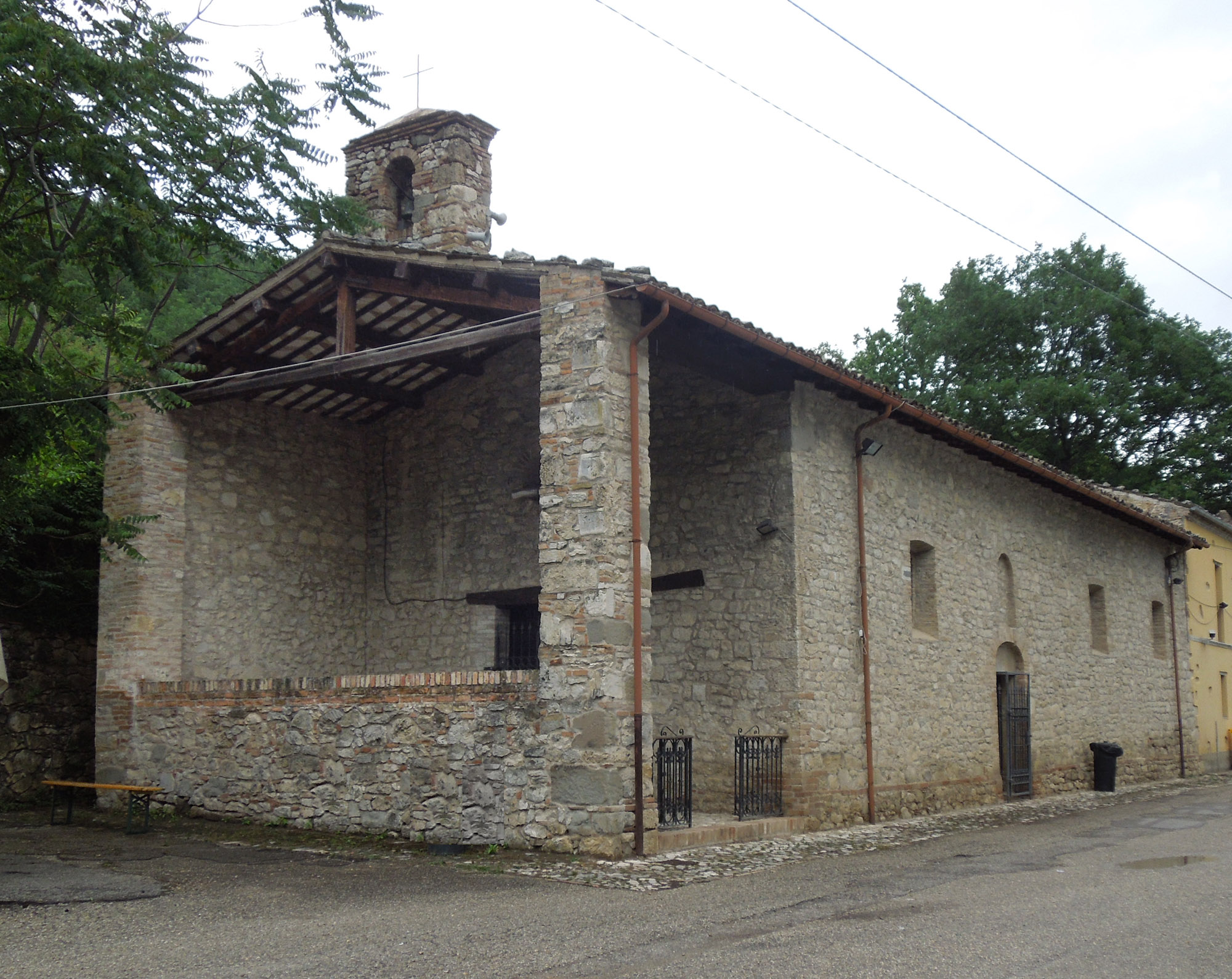
Chiesa di San Bartolomeo
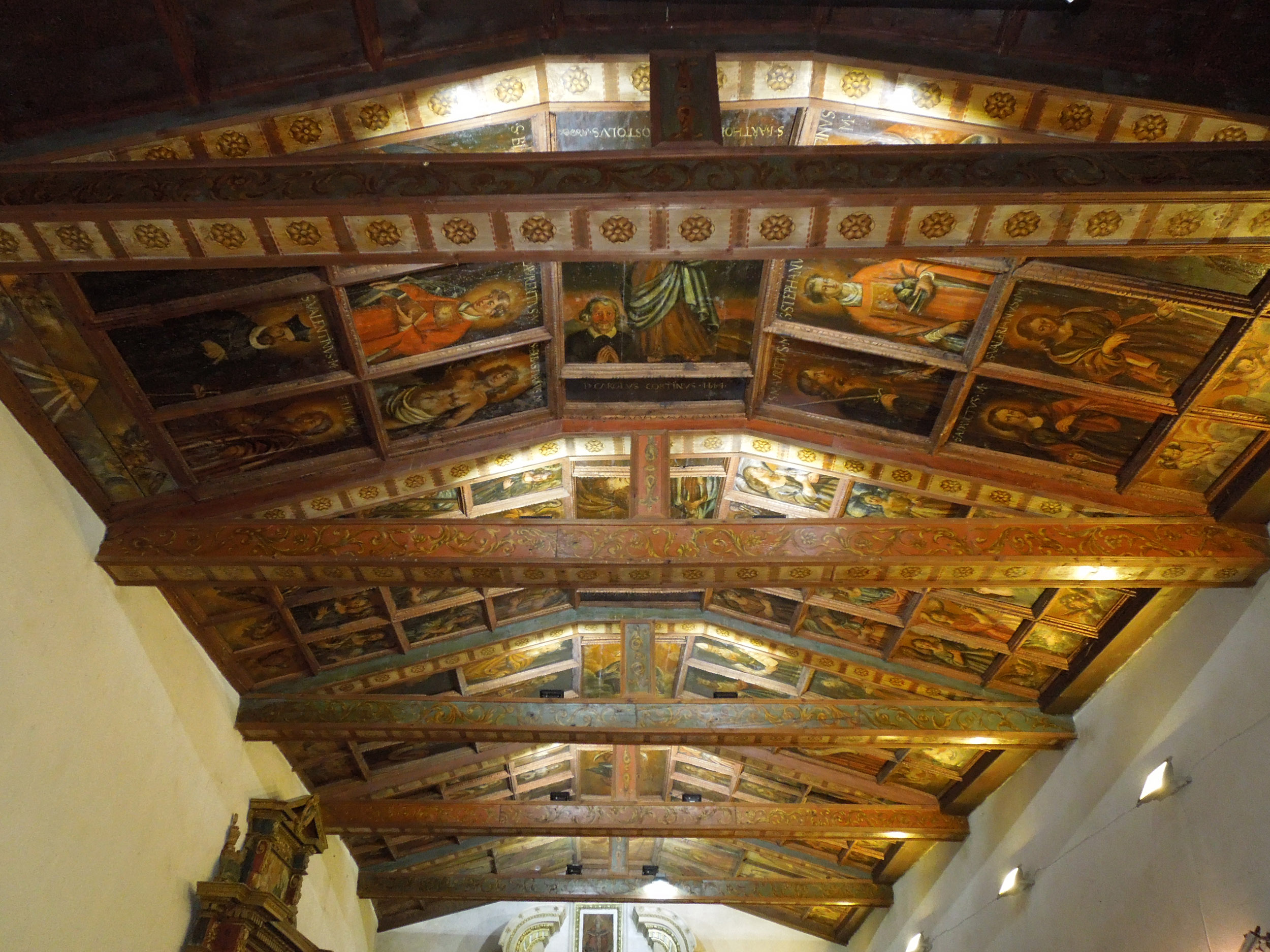
Soffitto ligneo dipinto
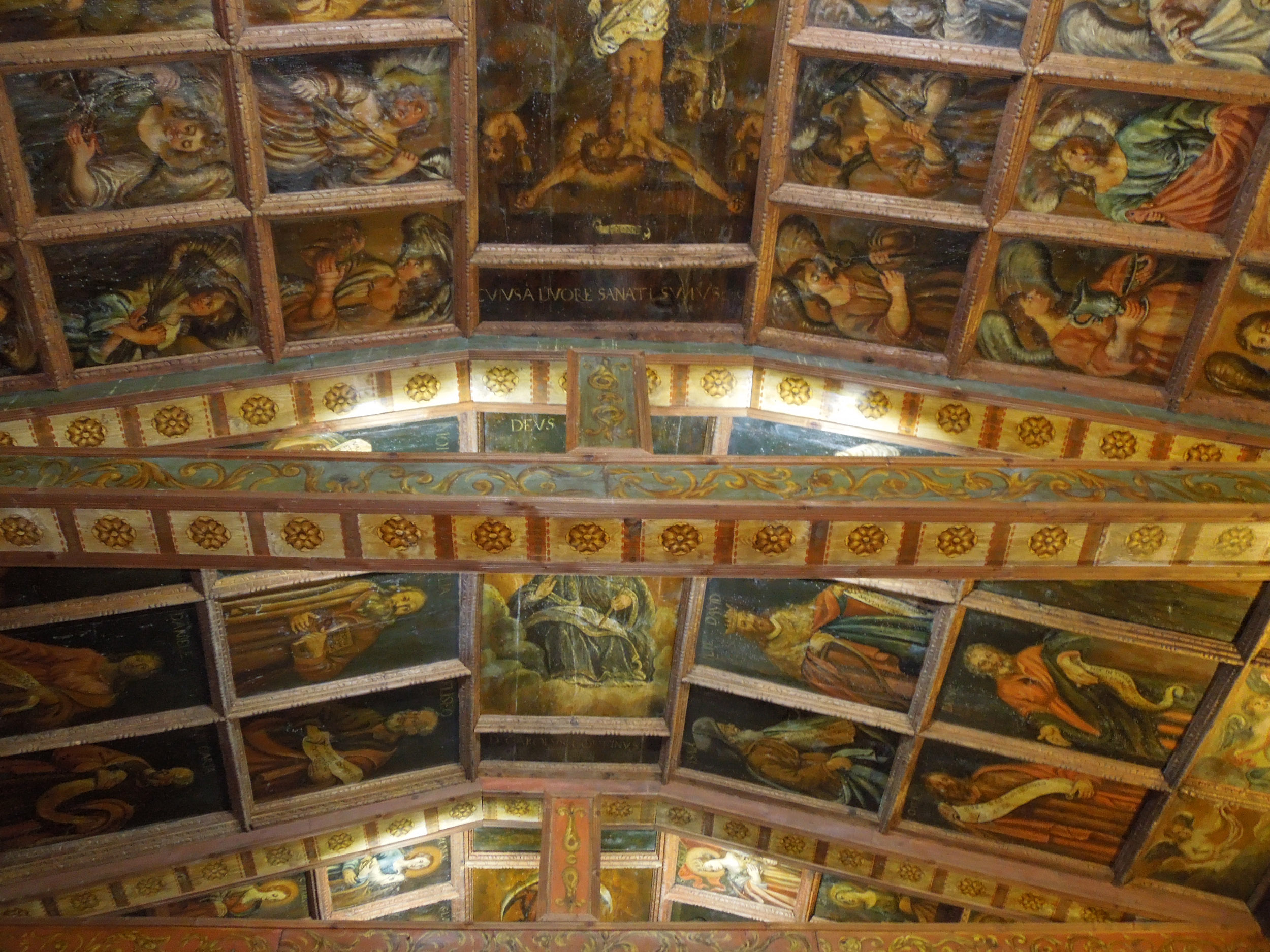
Particolare del soffitto ligneo tra la seconda e la terza campata
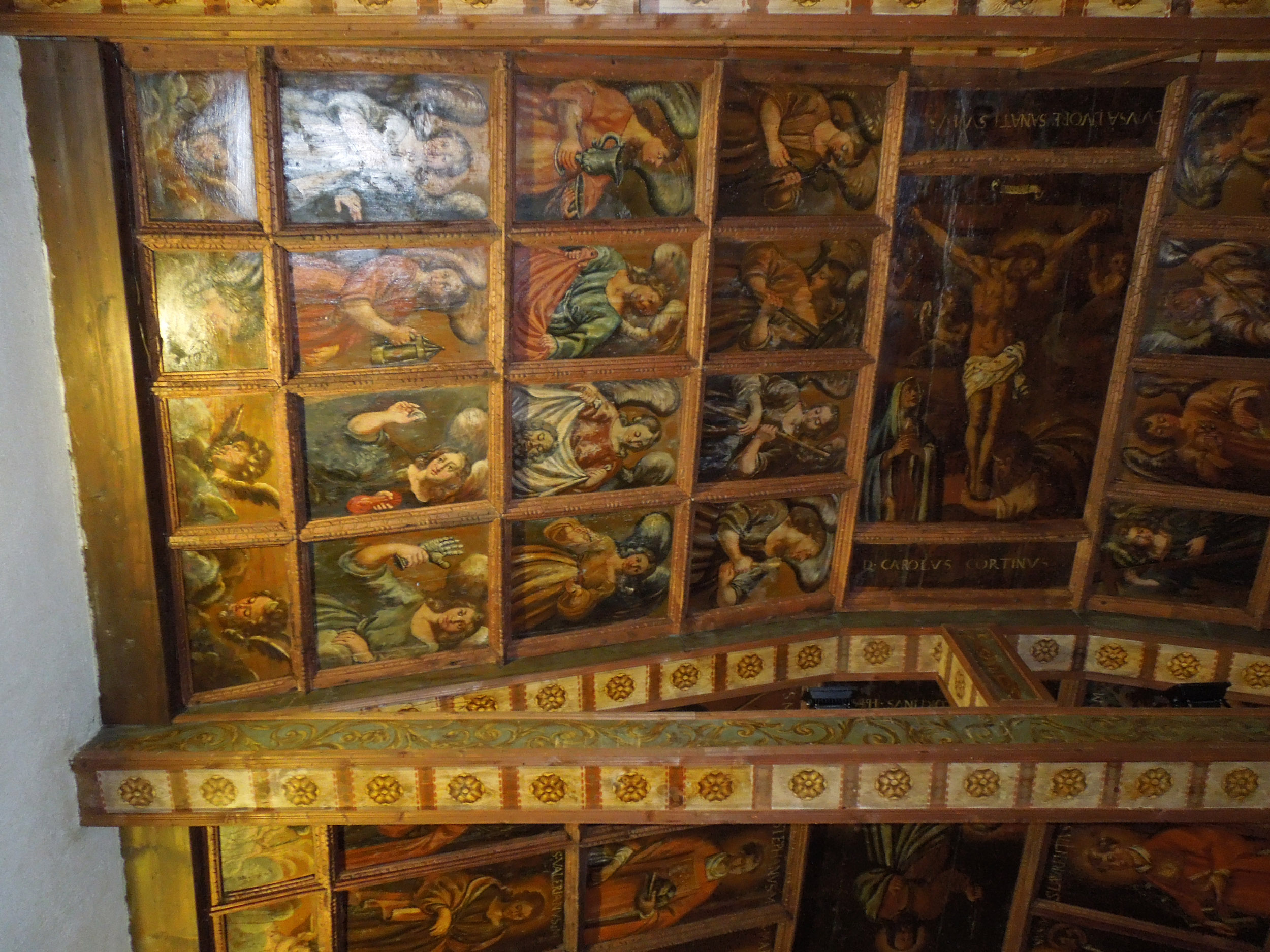
Particolare dello spiovente destro della seconda campata del soffitto

- La Torre - Nella porzione più bassa dell'incasato si trovano i possenti resti, accorpati ad un edificio più basso, ormai diruti e in rovina, di una torre risalente al periodo medievale, costruita con mura a secco e paramento di grossi blocchi di pietra. Gli storici locali, ritengono che, probabilmente, questa fabbrica potrebbe essere la Torre di Joanella, citata in un documento del 1232 e nel testamento di Cinzia Forti,[3] figlia di Giovanni. La donna è annoverata tra le «Donne illustri» ricordate da Niccola Palma nei suoi scritti. Lo storico la delinea come animosa[7] ed eccedente, nubile e modestamente vestita. Redisse il suo testamento in data 18 settembre 1611 presso il notaio Agostino Coletti che lo aprì il 27 maggio 1617. Nell'atto di ultime volontà la Forti elencò, fra gli stabili di sua proprietà, anche una torre, esprimendosi con queste parole: «Torre che io possiedo in Joanella»[8]

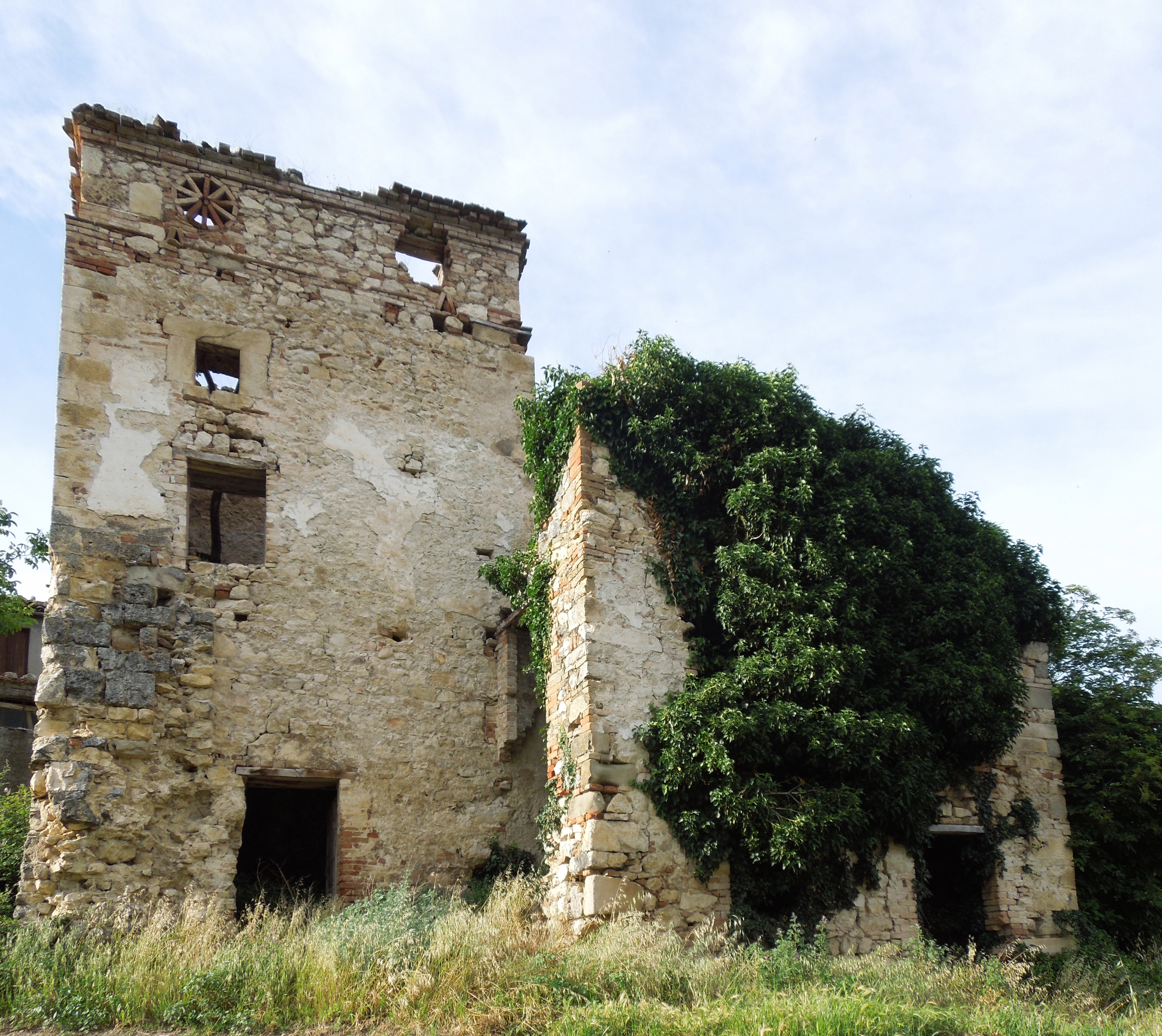
L'edificio più alto è ciò che rimane della probabile Torre di Joanella
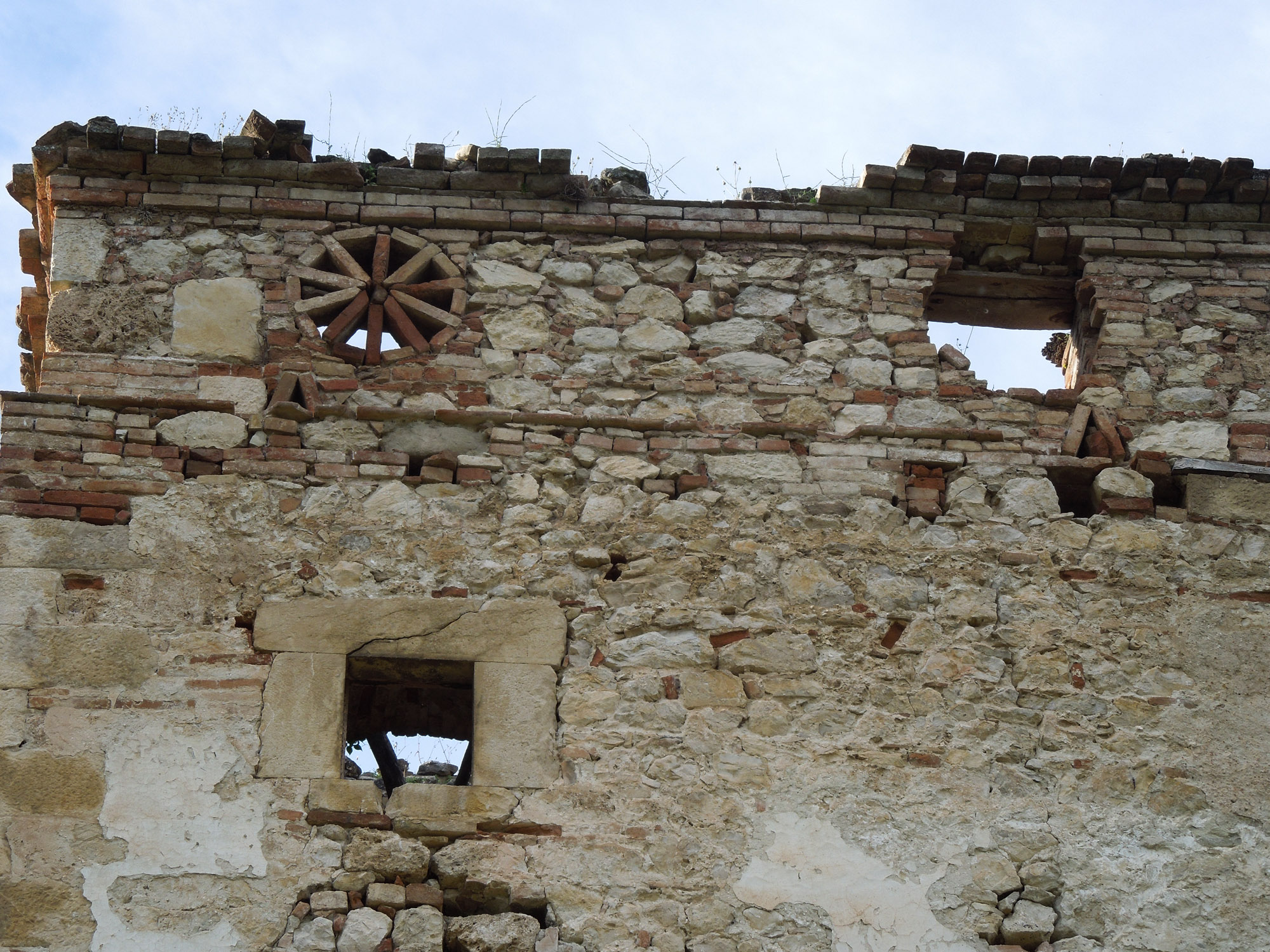
Particolare della facciata
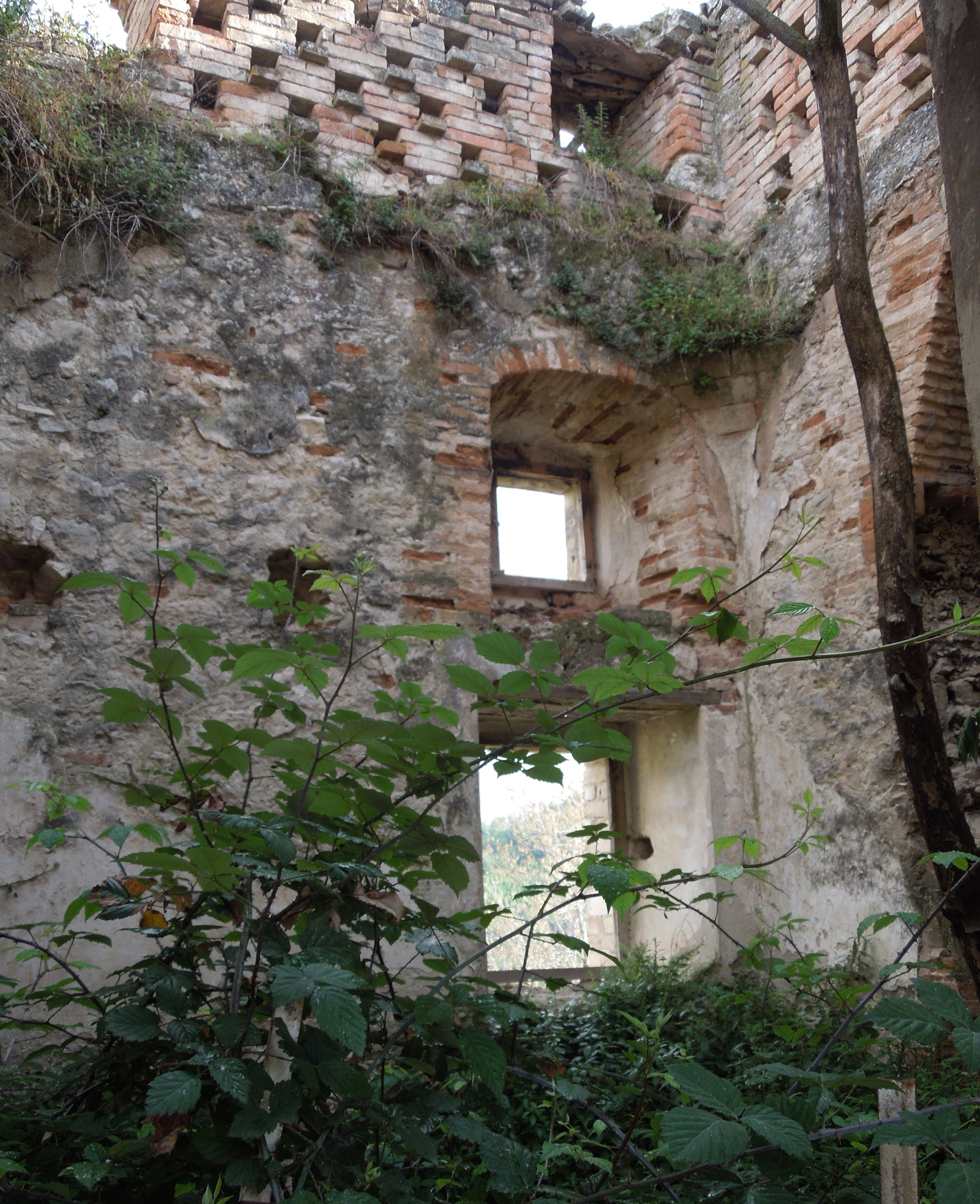
Interno della torre
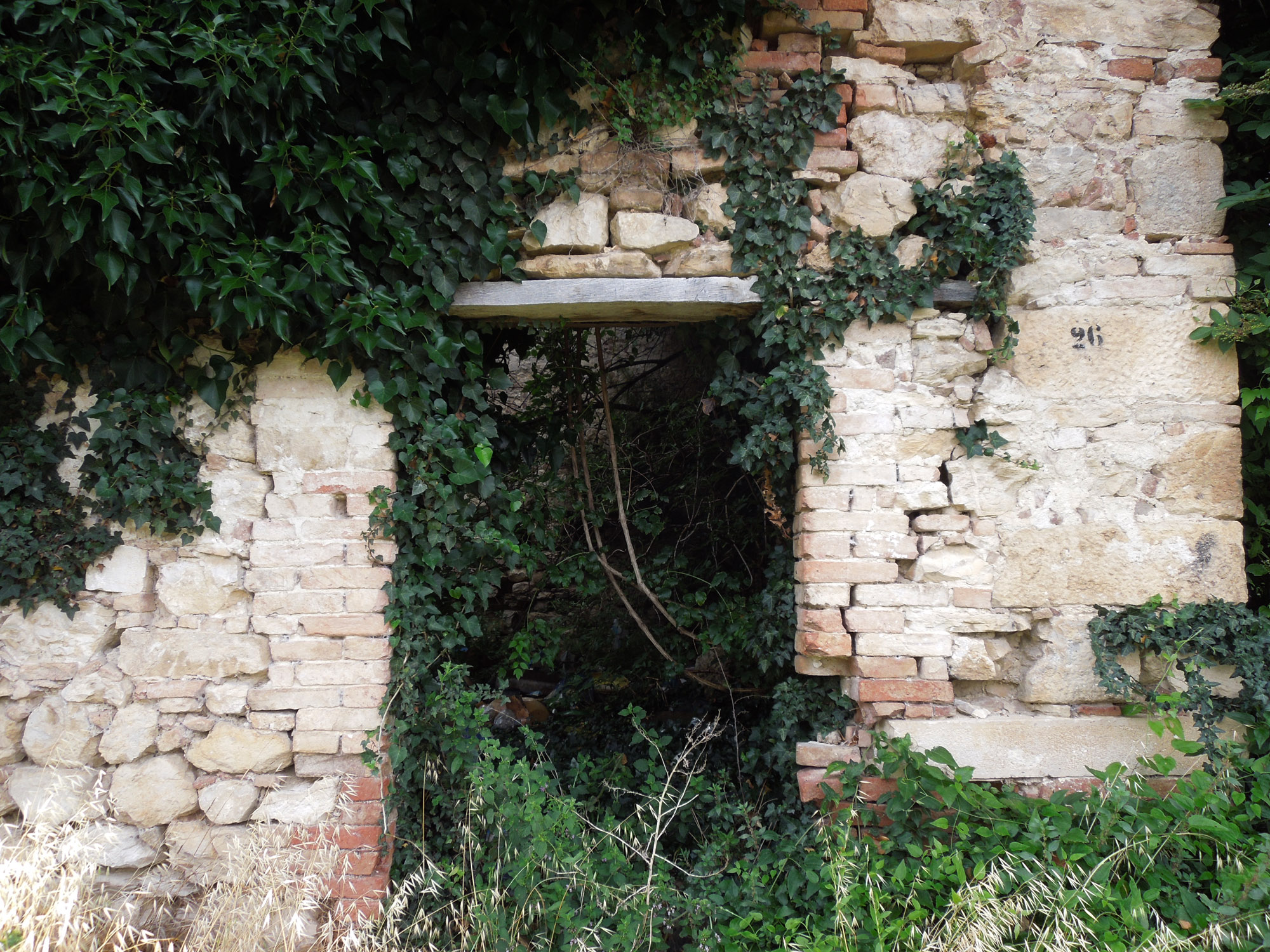
Ingresso del fabbricato più basso adiacente alla torre

## Manifestazioni
- Sagra del Formaggio fritto – L'evento, organizzato dalla Pro loco, si tiene ogni anno nei primi giorni del mese di giugno. Per l'occasione si allestisce anche una mostra che illustra i temi della pastorizia e della transumanza nei prati che circondano il paese.